# Blutaparon portulacoides
Blutaparon portulacoides är en amarantväxtart som först beskrevs av A. St.-hil., och fick sitt nu gällande namn av Mears. Blutaparon portulacoides ingår i släktet Blutaparon och familjen amarantväxter. Utöver nominatformen finns också underarten B. p. portulacoides.

## Bildgalleri

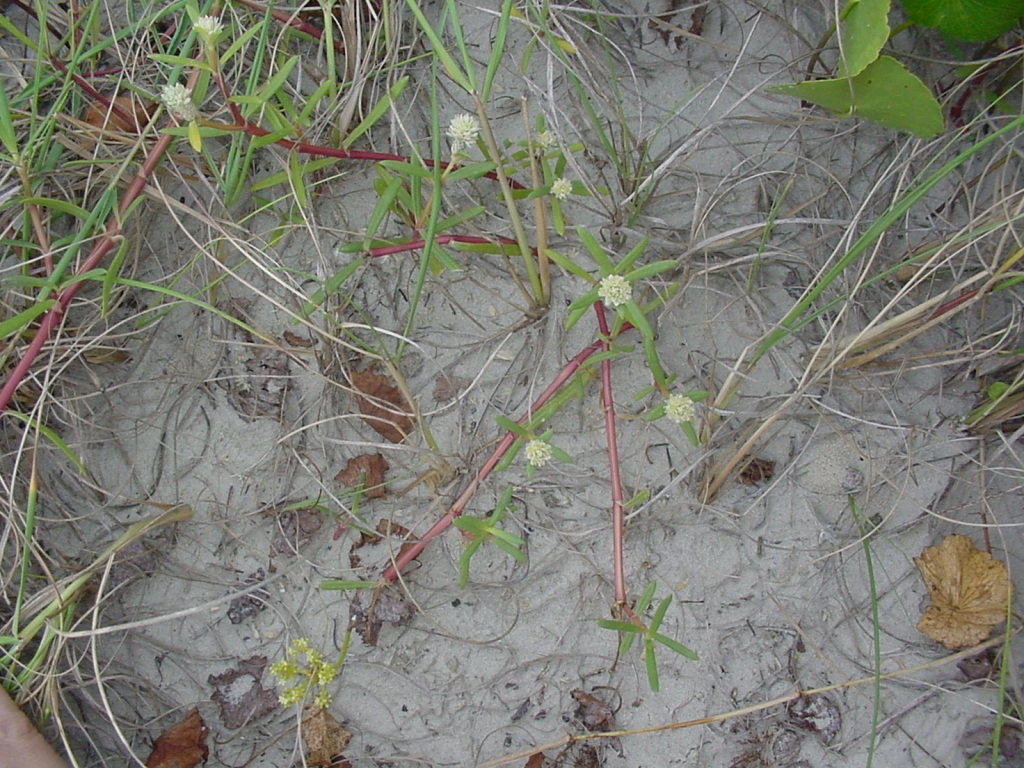
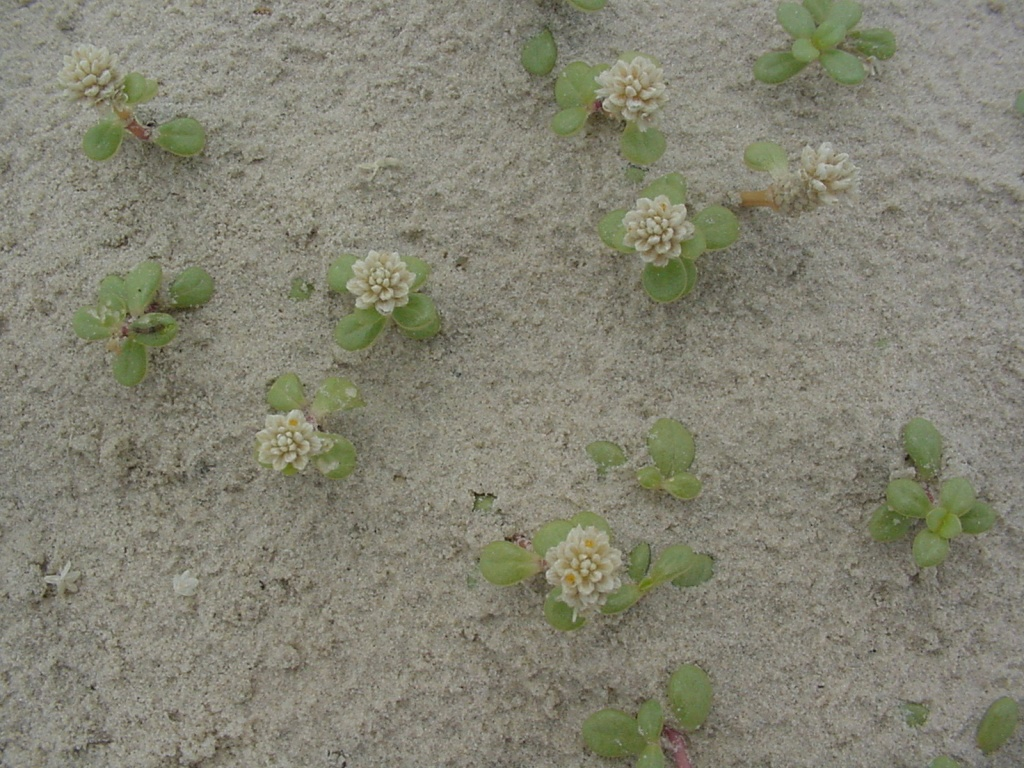
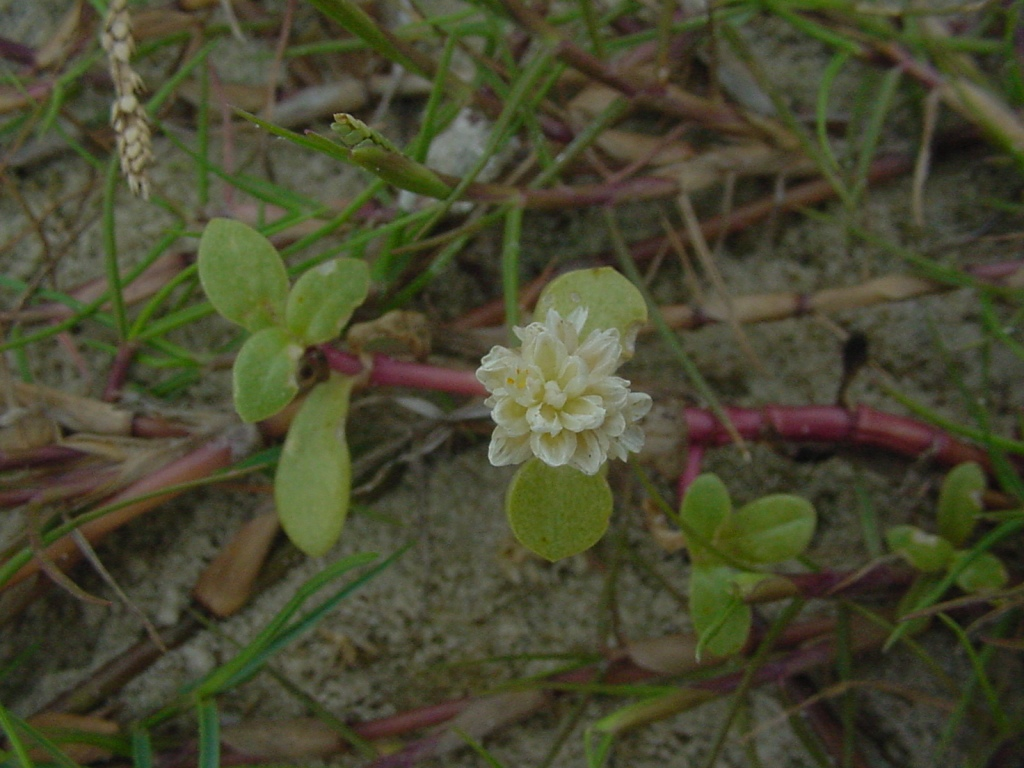
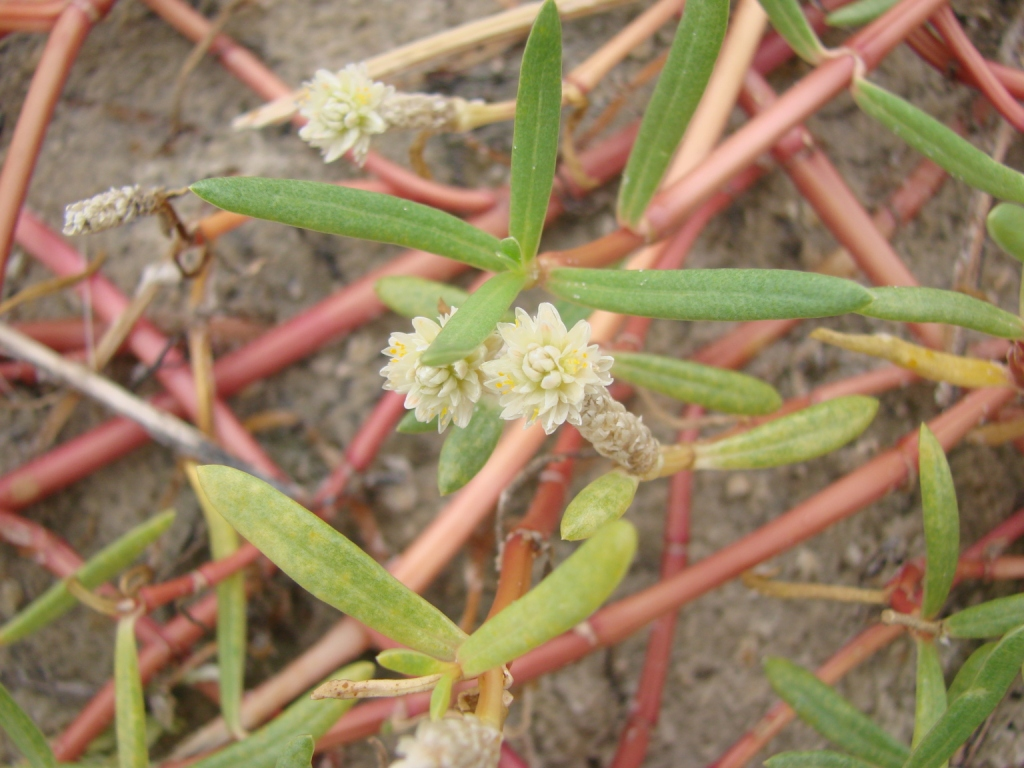
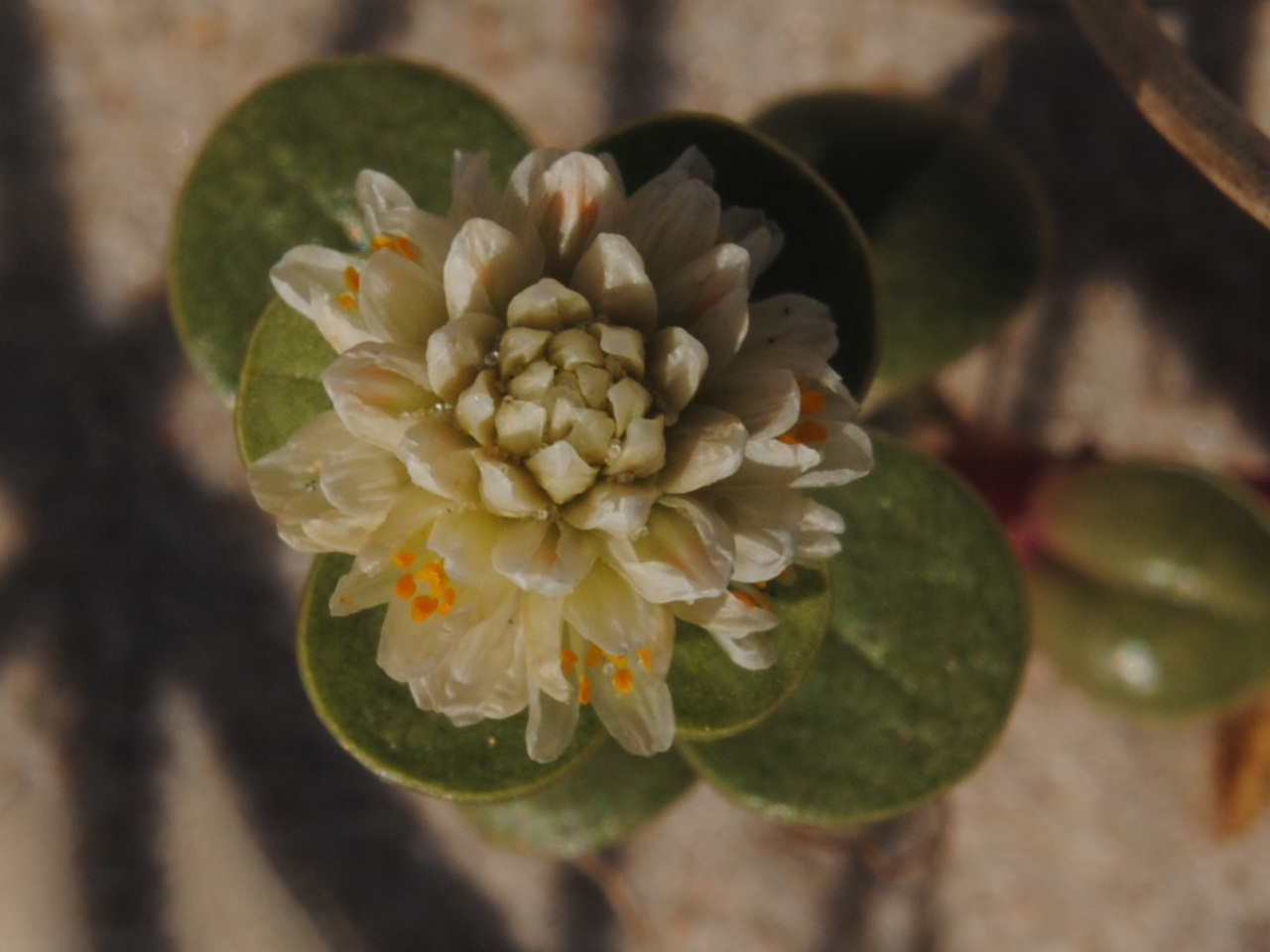
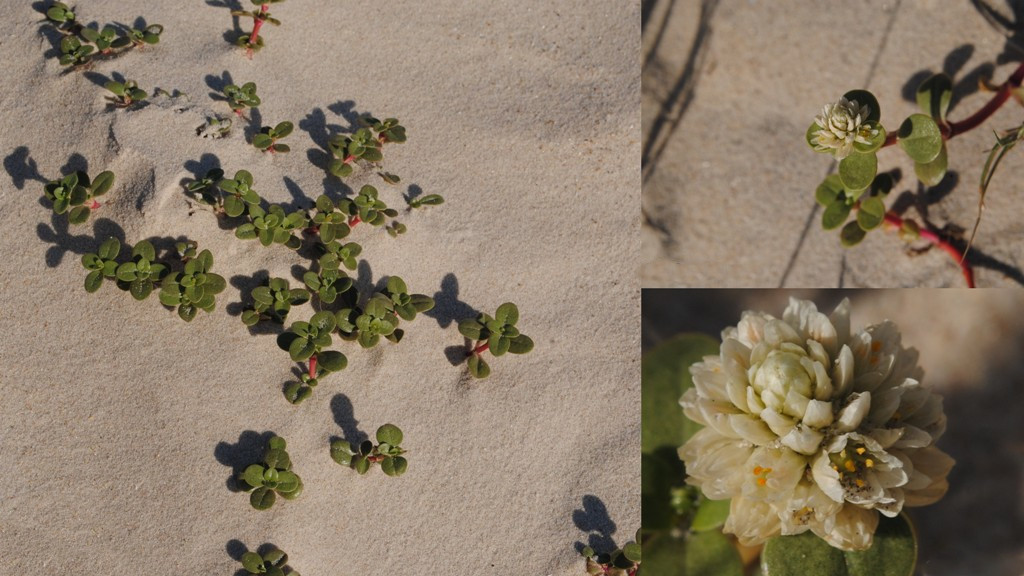